# Pseudorhinoplus fuscipennis
Pseudorhinoplus fuscipennis är en stekelart som först beskrevs av Szepligeti 1914.  Pseudorhinoplus fuscipennis ingår i släktet Pseudorhinoplus och familjen bracksteklar. Inga underarter finns listade i Catalogue of Life.